# 바쿠라 료
바쿠라 료(獏良了)는 유희왕 또는 유희왕 듀얼몬스터즈의 등장인물으로, 한국판 명칭은 바크라이다.

## 소개
바쿠라 료(바크라)
성우 - 이노우에 요우 (초반), 마츠모토 리카 (중후반) / 정재헌(대원)
천년 아이템 중 하나인 '천년 링'을 보유하고 있으며, 유우기처럼 또 하나의 인격을 가지고 있다. 하지만 또다른 어둠의 바쿠라는 원래 바쿠라의 정신과 영혼을 천년 링에 가둬놓고 그 몸을 지배해 유우기와 그 일행들을 계속 위험에 내몰게 된다. 하지만 유우기와 그의 일행에 의해 영혼이 천년 링에 봉인된 상태로 버려지고 원래의 바쿠라로 돌아오게 된다. 그리고 어둠의 마리크가 봉인되기 전, 중반 스토리를 이끄는 인물인 "마리크"와 손을 잡았다가 마리크의 어두운 인격이 사라진 후, 다시 부활하여 후반 스토리를 이끈다. 주로 사용하는 카드는 [위저보드 I,N,A,L(일판은 위자보드 E,A,T,H)](마법카드), 주 사용 덱은 오컬트 덱(Occult Deck,유령 덱)이며 파라오의 영혼과 전생의 악연으로 인해 천년 링에 봉인되어 있었다.